# Tom Harper
Tom Harper (n. 7 de enero de 1980 en Londres) es un director de cine nominado al premio BAFTA. Su trabajo incluye Misfits, The Scouting Book for Boys, This is England '86, The Borrowers, Peaky Blinders y The Woman in Black: Angel of Death.
La película Cubs estuvo nominada al Mejor Cortometraje BAFTA en el 2006. The Scouting Book for Boys fue filmada durante septiembre y octubre de 2008.